# Кондор королівський
Кондор королівський (Sarcoramphus papa) — найяскравіше забарвлений вид родини катартових (Cathartidae). Трапляється в Південній Америці і є єдиним видом роду Sarcoramphus. Назва цього виду походить від того, що в поєдинках з іншими грифами за падаль він, як правило, виявляється переможцем.

## Зовнішній вигляд
Королівські кондори забарвлені в дуже яскраві, помітні кольори. Їх лиса голова на темені, на шиї і навколо очей червоного кольору, а шкіряні нарости навколо дзьоба і задня частина шиї — оранжево-жовті. У районі щік у нього коротка сіро-біла пір'яна щетина, тоді як нижня частина шиї забарвлена в чорний колір. Передня сторона біло-сіра. Розміри королівських кондорів можуть досягати 85 см, а вага доходить до 4,5 кг Розмах їх крил досягає близько 2 м. Як і всі американські грифи, королівський гриф має сильний дзьоб і чіпкі лапи.

## Поведінка і розповсюдження

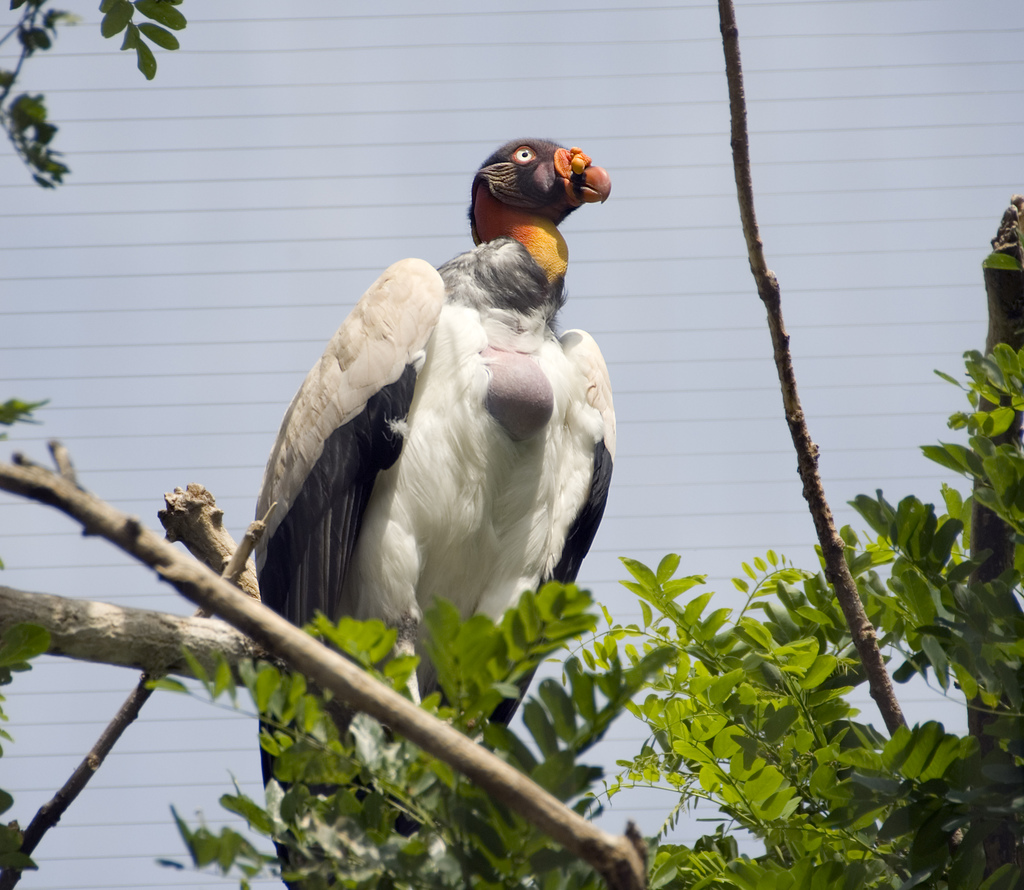
Королівський кондор у вольєрі

Хоч королівські грифи і не є соціальними тваринами, вони живуть парами і сплять ночами в групах. У денний час вони у пошуках їжі годинами парять в повітрі, ледве рухаючи крилами. Високогірні регіони вони уникають і зустрічаються перш за все в тропічних лісах і саванах. Ареал розповсюдження королівських грифів тягнеться від Мексики до півночі Аргентини і Уругваю.

## Харчування
У королівських грифів добре розвинені нюх і зір. Їх їжу складає крім риби, дрібних ссавців і змій перш за все падаль. При виявленні мертвої тварини вони злітаються десятками і проганяють інших грифів або ж віднімають їх здобич.

## Розмноження
Королівські кондори насиджують яйця кожні два роки, проте не будують гнізд, а відкладають яйця в гнилі деревні пні, розвилки гілок або скельні щілини, які нерідко розташовані на висоті до 30 м. В більшості випадків, самка відкладає єдине жовтувато-біле яйце з коричневими плямами, зрідка за один раз відкладається до трьох яєць. Після насиджування, в якому беруть участь обидва батька і яке триває 55 днів, вилуплюється дитинча. Воно годується заздалегідь перевареною їжею із зобу дорослих особин. Після перебування в гнізді, яке триває близько 85 днів, молодий королівський кондор його покидає, проте залишається при батьках ще від 150 до 600 днів.

## Галерея

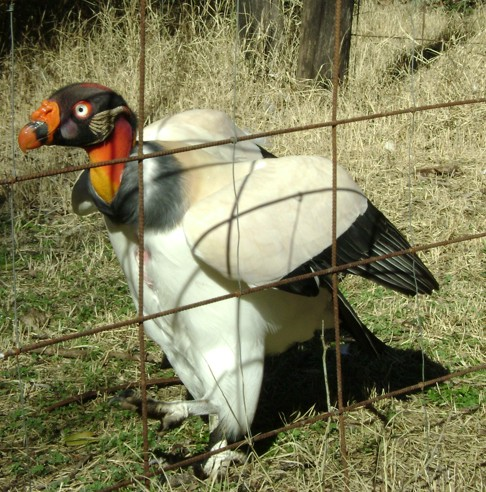
У вольєрі
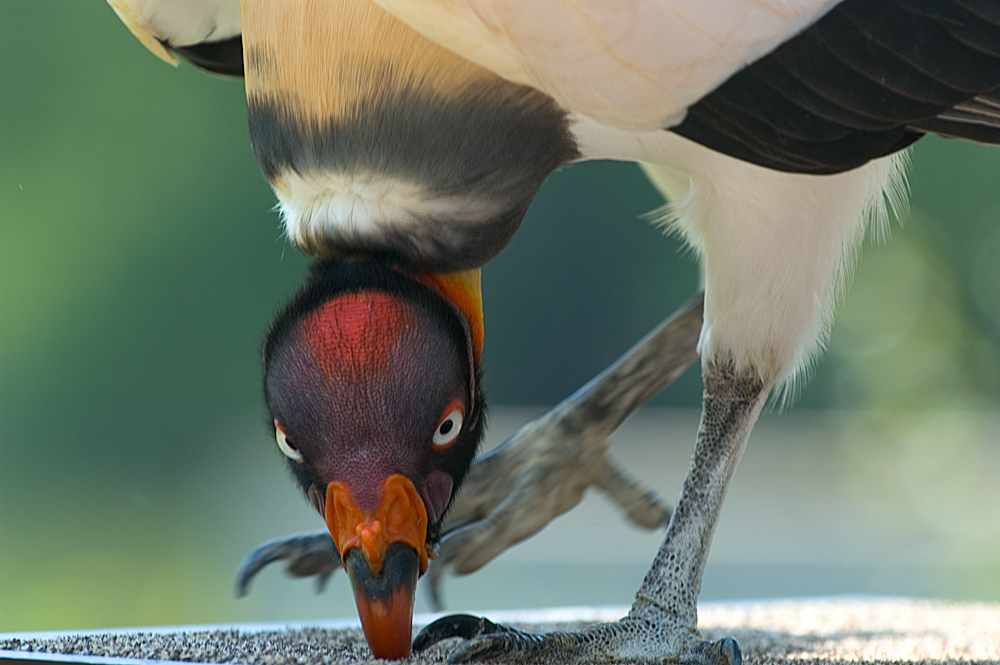
Поїдання корму
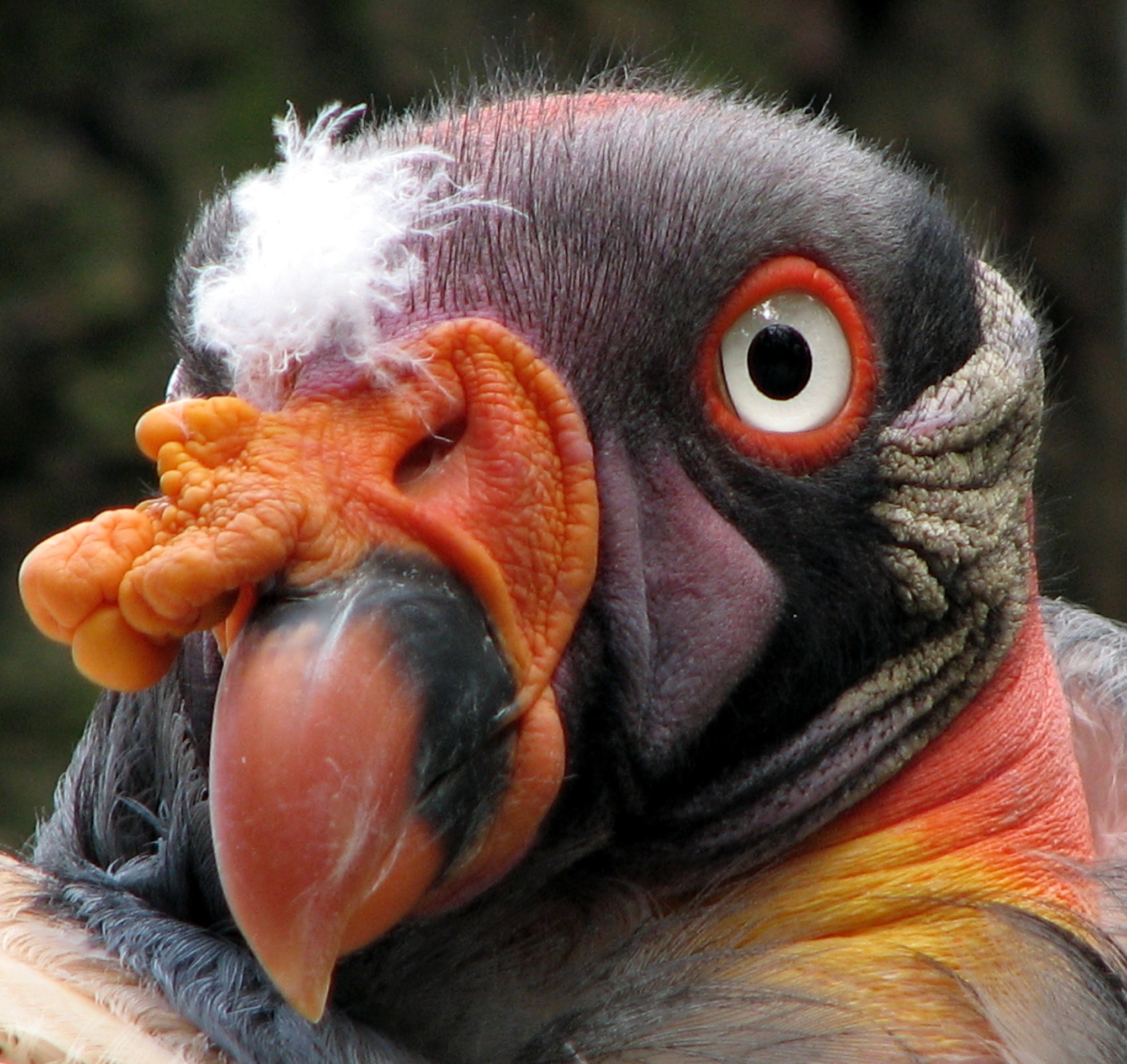
Голова зблизька
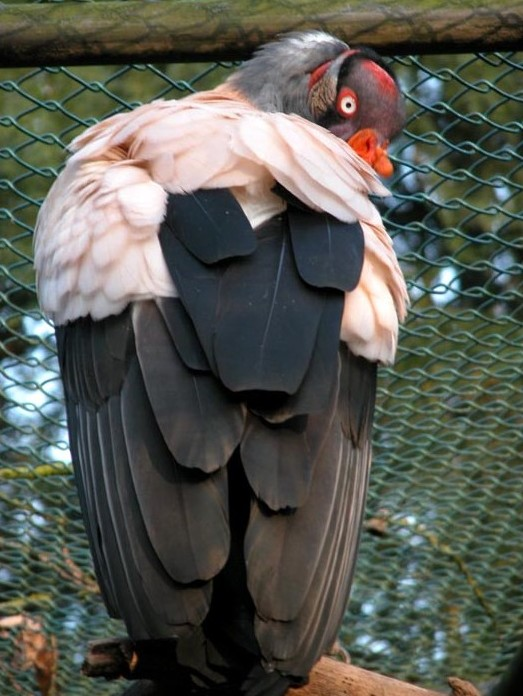
Вид ззаду